# لا يوزا
بلدية لا يوزا (بالإسبانية: La Llosa)‏، هي إحدى بلديات مقاطعة كاستيلون التي تقع في منطقة بلنسية، في شرق إسبانيا.
يبلغ عدد سكانها 917 نسمة وفقاً لإحصائية سنة (2006).